# Astictopterus inornatus
The Modest Sylph (Astictopterus inornatus) là một loài bướm ngày thuộc họ Hesperiidae. Nó được tìm thấy ở Nam Phi in Afromontane forests from the East Cape, phía đông along the Drakensberg foothills to the KwaZulu-Natal midlands và the coastal forests và sôngs ngòi.
Sải cánh dài 24–29 mm đối với con đực và 27-29 đối với con cái. Con trưởng thành bay từ tháng 9 đến tháng 4 (nhiều nhất vào tháng 1). Có nhiều lứa trong năm.
Ấu trùng ăn Imperata cylindrica và Imperata arundinacea.